# Nicoleta Matei

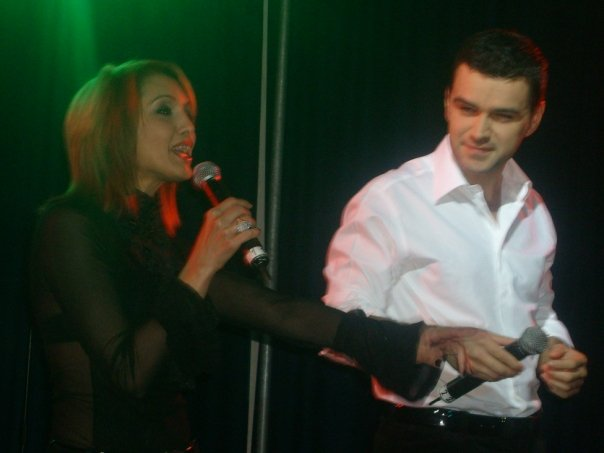
Nico och Vlad.

Nicoleta Matei (med artistnamnet Nico), född 1 februari 1970, är en rumänsk sångerska som representerade sitt land i Eurovision Song Contest 2008 den 20 maj 2008. Bidraget, Pe-o margine de lume, framfördes på rumänska och italienska, tillsammans med Vlad Miriță. Sveriges representant Charlotte Perrelli har kommenterat bidraget och sagt att det är en av hennes personliga favoriter.
Nico var med i den rumänska uttagningen till Eurovision Song Contest 2009 och sjöng då upptempolåten Disco Maniacs, men lyckades inte vinna. 